# 五日町バイパス

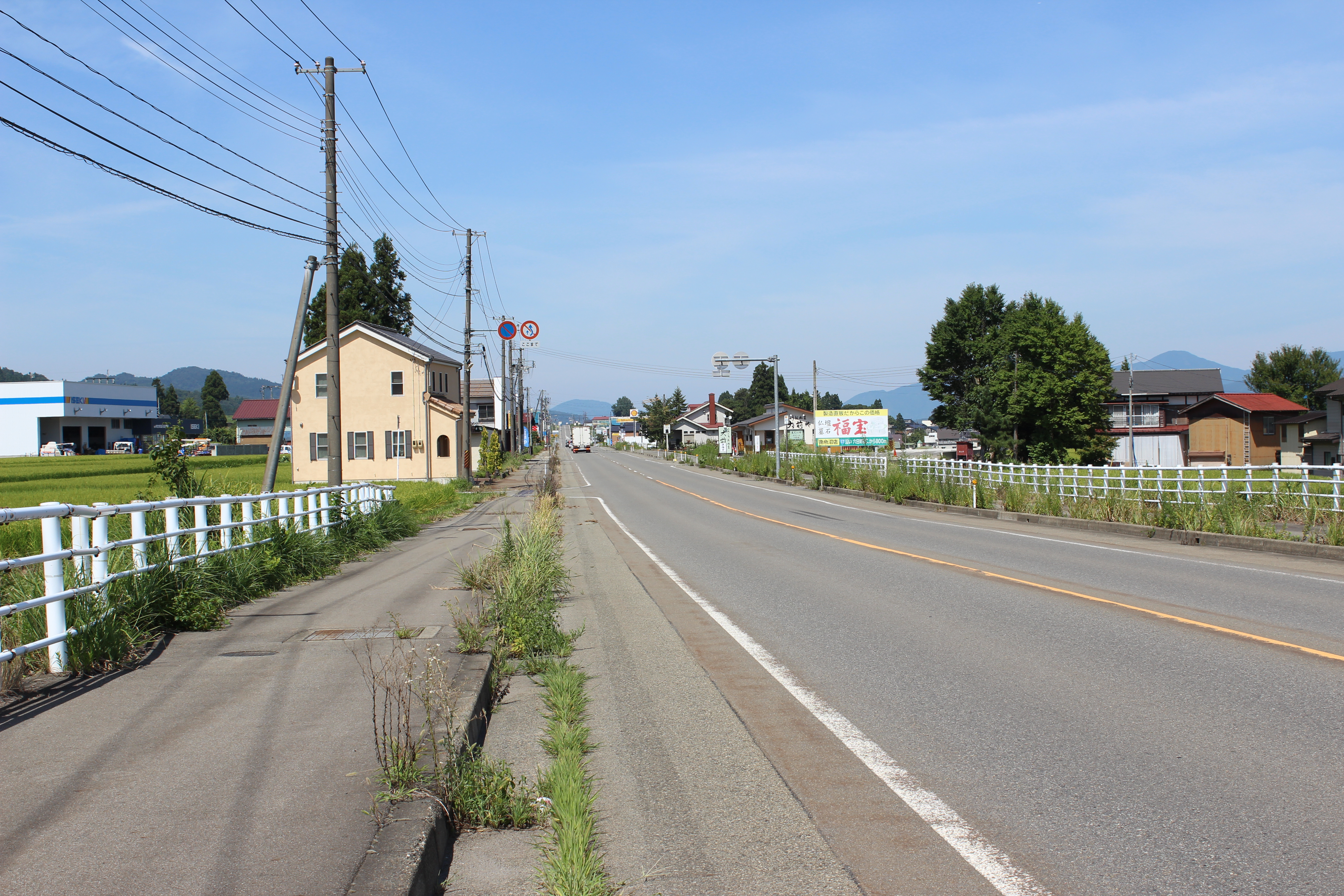
奥交差点付近

五日町バイパス（いつかまちバイパス）は、新潟県南魚沼市を通る国道17号のバイパス道路である。

## 概要
南魚沼市奥より同市一村尾までの区間は大型車同士のすれ違いが困難なほど狭く、また線形も悪いために該当区間を迂回するよう建設された。
途中九日町付近で旧道と現道が交差する箇所が存在するが、非常に鋭角で交わるために2つの交差点に分けられている。
バイパス開通後に旧道は旧六日町側が新潟県道364号一村尾六日町線に、旧大和町側が新潟県道266号一村尾大崎線に指定変更されている。
現道は国道253号との交差点のある南魚沼市美佐島から南魚沼市浦佐まで 8km程一直線が続く。

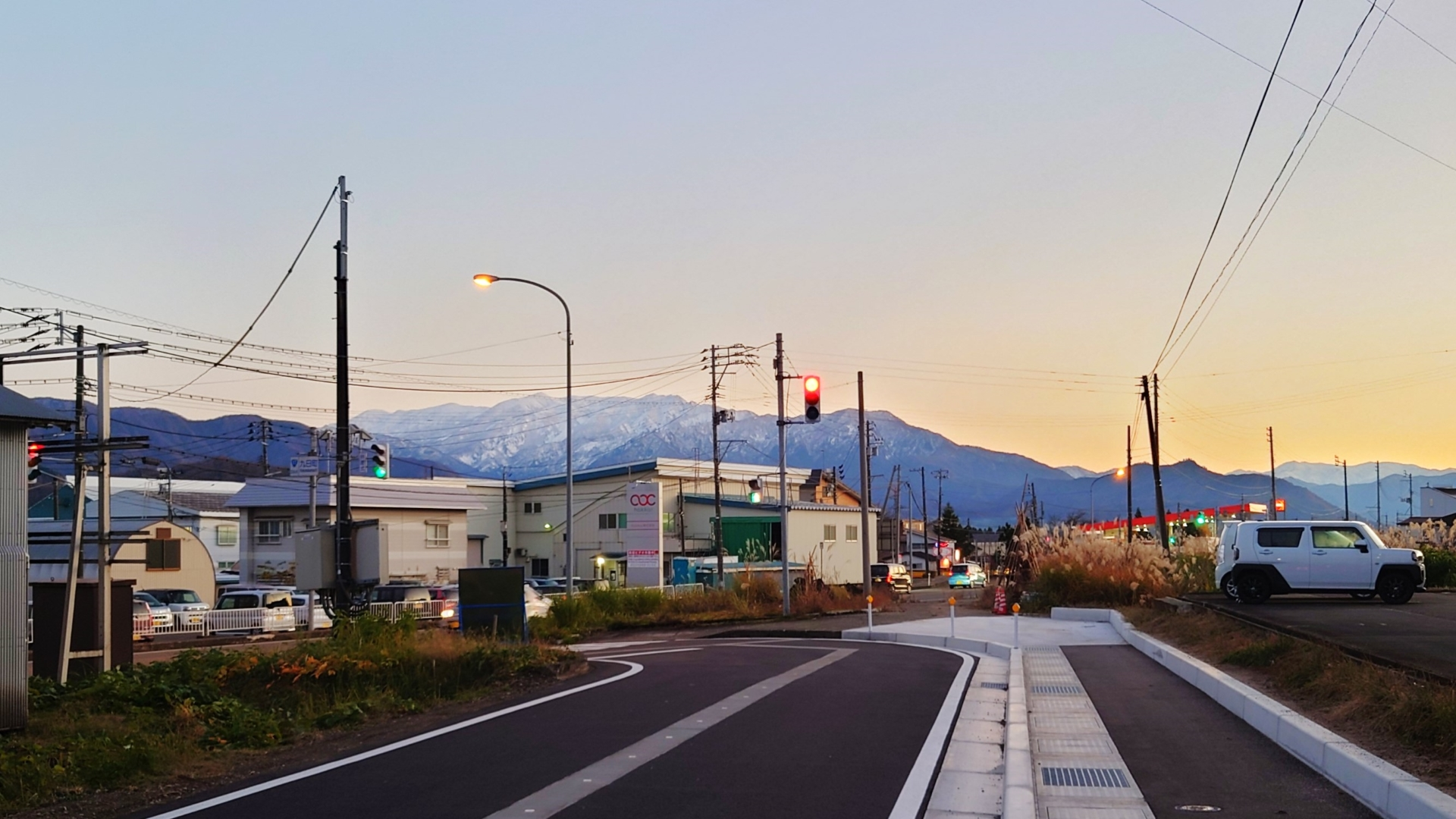
国道17号五日町バイパスを旧道側より見た構図

### 路線データ
- 起点：新潟県南魚沼市奥
- 終点：新潟県南魚沼市一村尾
- 延長：4.9 km
- 規格：第3種2級
- 道路幅員：18.0 m
- 車線幅員：3.5 m
- 車線数：2車線
- 設計速度：60 km/h

## 地理

### 通過する自治体
- 新潟県
  - 南魚沼市

### 交差する道路
| 交差する道路                    | 交差する場所 |
| ------------------------------- | ------------ |
| 国道17号                        |              |
| 国道17号                        | 奥           |
| 新潟県道130号中条五日町停車場線 |              |
| 新潟県道364号一村尾六日町線     |              |
| 新潟県道266号一村尾大崎線       |              |
| 国道17号                        | 一村尾       |
| 国道17号                        |              |

### 旧道
- 南魚沼市奥：南魚沼市道（奥村線）
- 南魚沼市奥 - 南魚沼市九日町：新潟県道364号一村尾六日町線
- 南魚沼市九日町：南魚沼市道（学校町2号線）
- 南魚沼市九日町 - 南魚沼市一村尾：新潟県道266号一村尾大崎線

### 接続するバイパスの位置関係
（東京方面）六日町バイパス - 一次改築区間（南魚沼市六日町 - 南魚沼市八幡） - 現道 - 五日町バイパス - 現道 - 一次改築区間（南魚沼市浦佐）- 浦佐バイパス （新潟方面）